# Архів Альберта Ейнштейна

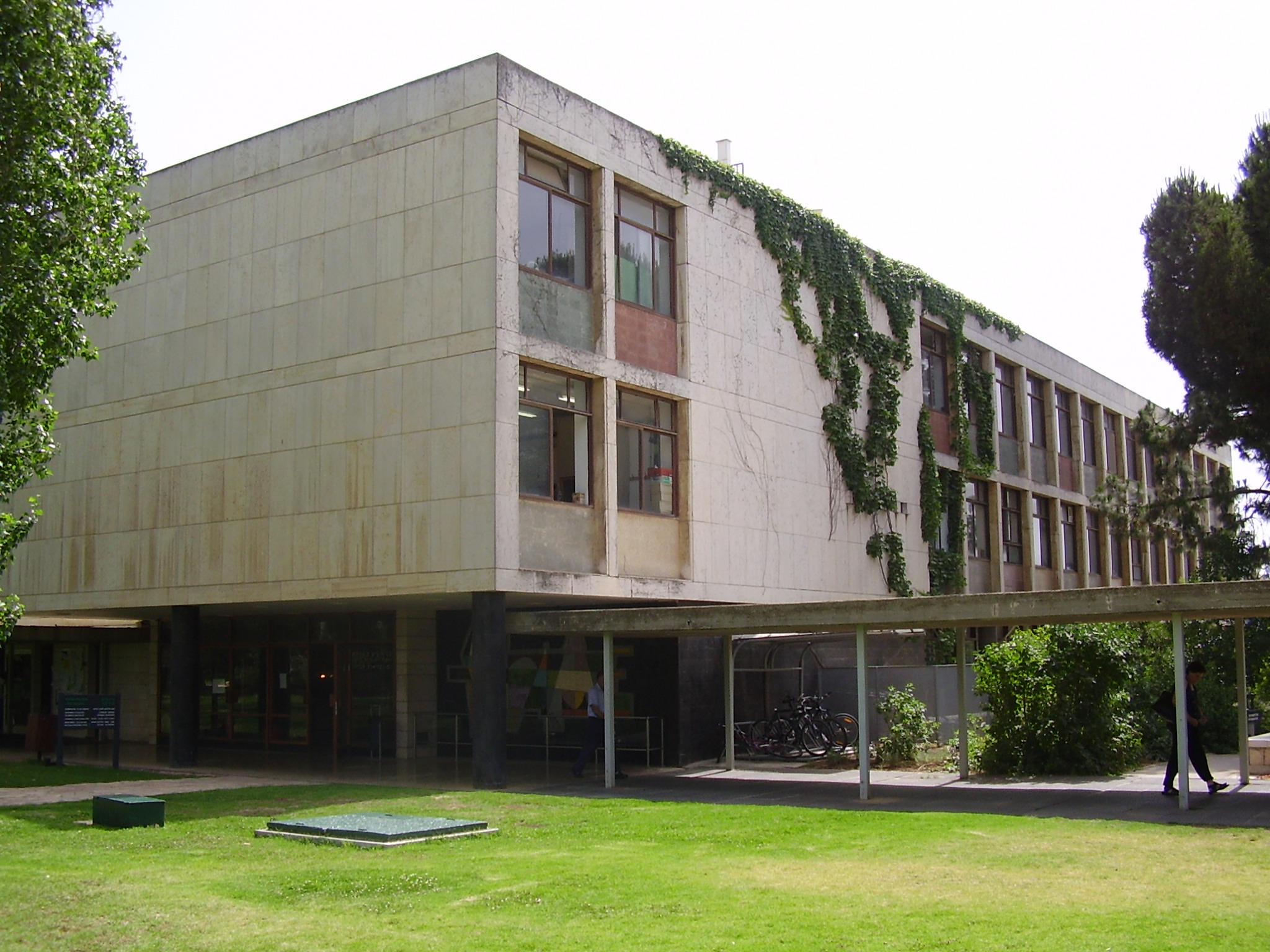
Будівля Леві, кампус Єврейського університету в Єрусалимі у Гіват-Рам, де розташовано Архів Альберта Ейнштейна

Архі́в Альбе́рта Ейнште́йна — архів у кампусі Єврейського університету в Єрусалимі у Гіват-Рам (Єрусалим, Ізраїль), у якому зберігаються особисті документи і рукописи видатного фізика Альберта Ейнштейна.

## Загальна інформація

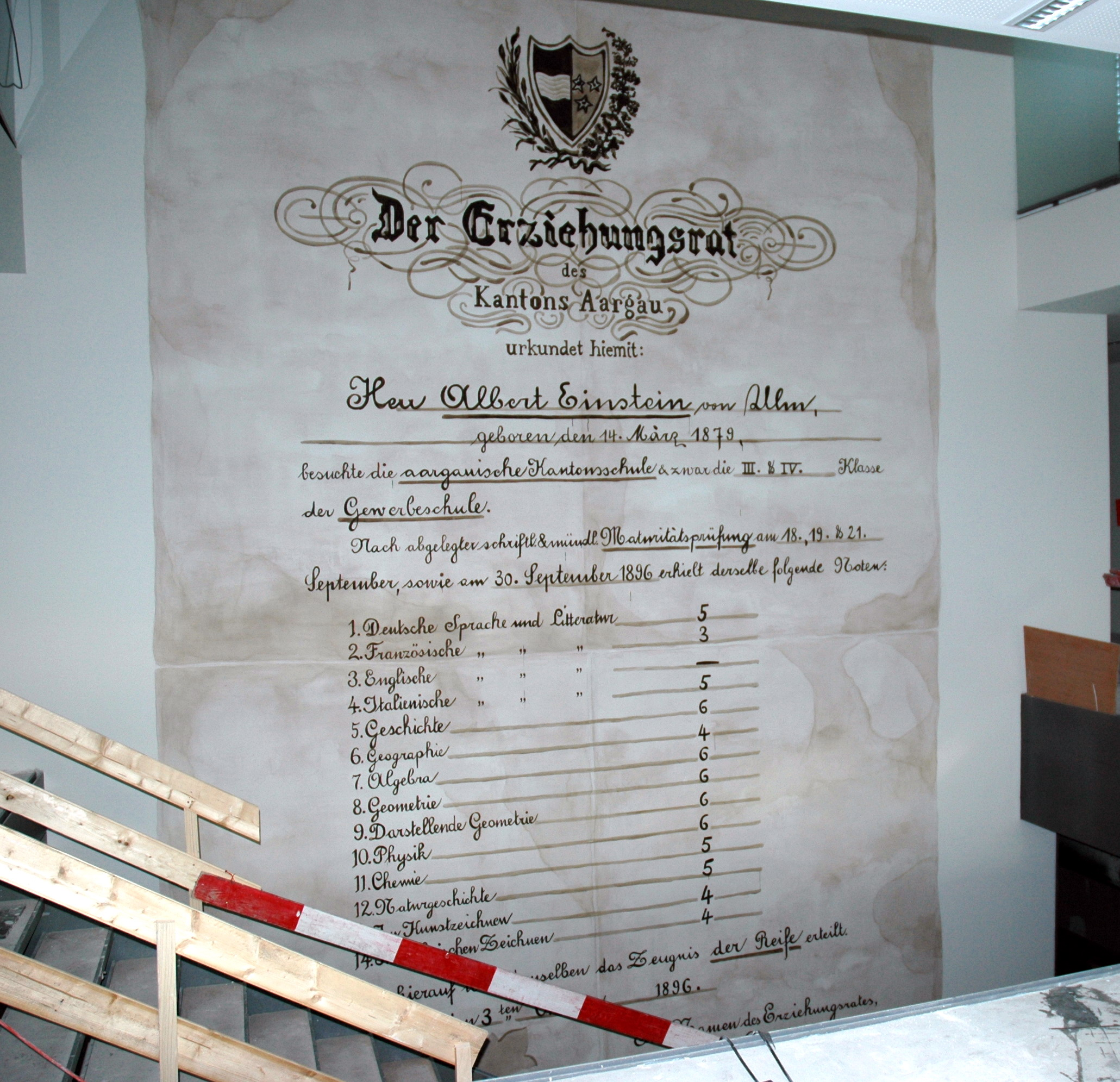
Оцінки у шкільному атестаті Ейнштейна (1896)

Згідно з заповітом Альберта Ейнштейна, його особистий архів і авторські права на його праці отримав Єврейський університет у Єрусалимі. Архів Альберта Ейнштейна складається з приблизно 55 тис. одиниць зберігання. У березні 2012 університет заявив, що він здійснив оцифрування архіву і планує зробити його доступним онлайн. Спершу архів опублікував у відкритому доступі 2 тис. документів. У колекції архіву знаходяться особисті нотатки Ейнштейна, любовні листи до різних жінок, серед яких його майбутня друга дружина Ельза Ейнштейн. До онлайн-архіву також має бути включено лист Ейнштейна до арабомовної газети Фаластін із пропозицією створити «таємну раду» з числа арабських і єврейських представників із метою розв'язання арабсько-ізраїльського конфлікту.

## Історія
Альберт Ейнштейн відвідав Палестину 1923 року. Він провів там 12 днів. Під час цієї поїздки фізик прочитав першу лекцію в історії Єврейського університету в Єрусалимі (кампус на Горі Скопус). Це відбулося за два роки до офіційного відкриття університету (1925). Менахем Усишкін, голова виконавчого комітету Сіоністської організації, запросив Ейнштейна оселитися в Єрусалимі. Проте це був єдиний візит фізика до міста. Попри це, Ейнштейн увійшов до складу першого складу правління університету. 1925 до університету було передано оригінал 46-сторінкового рукопису з викладом загальної теорії відносності.
Ейнштейн не зберігав усі свої рукописи, однак у 1919, ставши відомим, він доручив своїй пасербиці Ільзе виконувати обов'язки секретарки-асистентки. Хелен Дукас (1896—1982) почала працювати над документами Ейнштейна у квітні 1928 року, систематизуючи їх, однак збереглася не вся його вихідна кореспонденція. Після приходу до влади нацистів у 1933 році зять Ейнштейна Рудольф Кайзер за допомогою посольства Франції вивіз папери Ейнштейна з Берліна. Частину документів Ейнштейна в його літньому будинку в Капуті (Бранденбург) знищили, щоб запобігти їх захопленню нацистами. З усім тим, більшість його праць, написаних у 1930—1932 роках, врятували. Ці документи доставили на Габерландштрасе (берлінський будинок Ейнштейна), а потім вивезли до Парижа. Звідти його рукописи потрапили до Прінстона (Нью-Джерсі), де зберігалися до смерті фізика.
1950 року Ейнштейн призначив Хелен Дукас і Отто Натана виконавцями свого заповіту, згідно з яким усі права на його праці передавалися Єврейському університету." Після смерті Ейнштейна у 1955 виконавці заповіту упродовж багатьох років систематизували його архів. У 1960-х роках Хелен Дукас спільно з фізиком із Гарвардського університету Джералдом Нолтоном здійснили реорганізацію структури архіву з метою його підготовки до публікації в межах спільного проєкту Прінстонського університету і Єврейського університету в Єрусалимі. Обсяг архіву Ейнштейна виріс з приблизно 14 тис. документів на момент його смерті (1955) до близько 42 тис. документів станом на 1982. Для здійснення цієї роботи папери Ейнштейна було перевезено з його будинку у Прінстоні до Інституту фундаментальних досліджень Прінстонського університету.
1982 року особистий архів Ейнштейна було перевезено до Єврейської національної і університетської бібліотеки в Єрусалимі. Над проєктом із транспортування цих документів до Ізраїлю працювали президент Єврейського університету Аврагам Гарман та Мілтон Гандлер із організації «Американські друзі Єврейського університету». Пізніше з будинку Ейнштейна у Прінстоні надіслали низку інших матеріалів. 1988 року започатковано посаду куратора Архіву Альберта Ейнштейна, фінансовану Фондом Дібнера (Коннектикут, США).

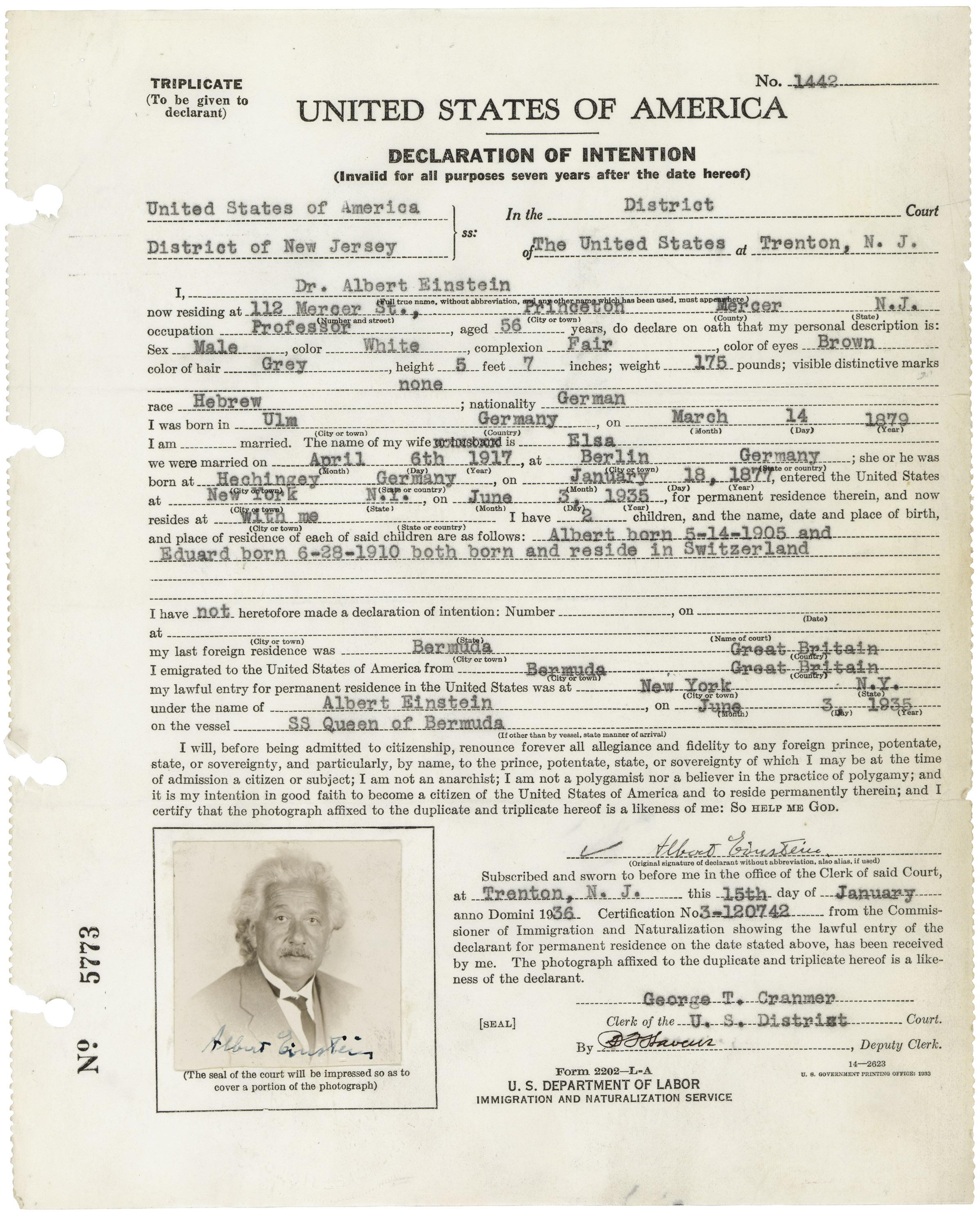
U.S. Декларація про наміри, Альберт Ейнштейн

Першим куратором Архіву Ейнштейна став Зеєв Розенкранц, який обіймав цю посаду з 1989 до 2003 року. 2003 року каталог колекції виклали у відкритий доступ. З 2004 архів очолює Роні Ґрос (Roni Grosz). У січні 2008 Архів Ейнштейна підпорядкували керівництву Бібліотеки Єврейського університету. У липні того ж року архів перевезено до будівлі Леві в університетському кампусі в Гіват-Рам. З 19 березня 2012 виконується робота над оцифруванням архіву, його праці поступово викладають онлайн. У цьому проєкті брало участь і видавництво Princeton University Press.